# دانیل تیموفته
دانیل تیموفته (رومانیایی: Daniel Timofte؛ زادهٔ ۱ اکتبر ۱۹۶۷) یک بازیکن فوتبال اهل رومانی است.
از باشگاه‌هایی که در آن بازی کرده‌است می‌توان به دینامو بخارست اشاره کرد.
وی همچنین در تیم ملی فوتبال رومانی بازی کرده‌است.